# Aphyletes
Aphyletes é um gênero de mariposa pertencente à família Crambidae.